# Ursula Amerbach
Ursula Amerbach z Bazylei (ur. 25 grudnia 1528, zm. 20 czerwca 1532) – najstarsze dziecko bazylejskiego uczonego Bonifaciusa Amerbacha i jego żony Marthy Fuchs, córki burmistrza Neuenburga Leonharda Fuchsa. Zmarła w dziecińswie. Do jej rodzeństwa należeli Esther Amerbach (także zmarła w dzieciństwie), Faustina Amerbach, Basilius Amerbach i Juliana Amerbach. Ursula była bardzo przywiązana do swojego stryja Basiliusa Amerbacha (starszego).
Według świadecwa Erazma z Rotterdamu, przyjaciela rodziny Amerbachów, jej ojciec Bonifacius szczególnie ją kochał i bardzo cierpiał, gdy zmarła. By pocieszyć zrozpaczonego ojca, Erazm i inni przyjaciele pisali listy i wiersze konsolacyjne o Ursuli. Także sam Bonifacius napisał kilka utworów wyrażających żal po utracie córki.